# Wechselwirkungsanalyse
Der Begriff Wechselwirkungsanalyse oder englisch Cross-Impact Analysis bezeichnet eine Prognosetechnik, die versucht, Zusammenhänge (engl. cross impact) zwischen verschiedenen zukünftig möglicherweise auftretenden Ereignissen darzustellen, zu analysieren und deren gegenseitige Auswirkungen zu berücksichtigen. Aus Erfahrung wissen wir, dass die meisten Ereignisse bzw. Entwicklungen auf irgendeine Art und Weise mit anderen Ereignissen und Entwicklungen in Beziehung stehen „(Korrelation“). 
Viele andere Prognosetechniken (wie etwa die Delphi-Methode) können nur eine abgegrenzte Problemstellung betrachten. Die Verknüpfungen einzelner Ereignisse werden dabei nicht berücksichtigt. Diese Lücke füllt die Cross-Impact-Analyse. Sie wird deshalb u. a. in der Szenario-Technik benutzt.
Die Wahrscheinlichkeit, dass ein bestimmtes Ereignis zustande kommt, wird direkt vom Eintritt bzw. Nichteintritt eines anderen Ereignisses beeinflusst. Die Cross-Impact-Analyse erlaubt es, die Eintrittswahrscheinlichkeit eines Ereignisses in Abhängigkeit von anderen Ereignissen zu bestimmen. Sie wurde 1966 von Theodore Gordon und Olaf Helmer entwickelt und resultierte aus der einfachen Frage: Können Vorhersagen darauf basieren, wie sich zukünftige Ereignisse gegenseitig beeinflussen? 
Die erste Anwendung der Cross-Impact-Methode erfolgte im Zusammenhang mit einem Spiel ("Future"), das Gordon und Helmer für die Kaiser Aluminium and Chemical Company entwickelten.

## Vorgehensweise
1. Ermittlung der Ereignisse: Der erste Schritt einer Cross-Impact-Analyse ist, die zu berücksichtigenden Ereignisse herauszufinden. Dieser Schritt ist erfolgskritisch. Einerseits können alle relevanten, nicht berücksichtigten Entwicklungen, die dennoch einen Einfluss ausüben, das Ergebnis verfälschen. Andererseits kann eine zu genaue Analyse, die jedes erdenkliche Ereignis berücksichtigt, die Studie unnötig komplizieren.
Da die Zahl der Interaktionen der verschiedenen Paare gleich {\displaystyle n^{2}}-n (n = Zahl der Ereignisse) ist, berücksichtigt man meistens zwischen 10 und 40 Ereignisse. Diese anfängliche Aufstellung von Ereignissen erfolgt üblicherweise durch eine Zusammenfassung vorhandener Daten und einer Befragung von Experten.
2. Eintrittswahrscheinlichkeiten schätzen: Bei der Schätzung der Eintrittswahrscheinlichkeiten je Ereignis wird jedes Ereignis unabhängig/isoliert betrachtet, d. h. ohne mögliche Einflüsse von anderen Entwicklungen zu berücksichtigen.
3. Bedingte Wahrscheinlichkeiten berechnen: Danach werden die bedingten Wahrscheinlichkeiten bestimmt. Dabei geht man für jedes Ereignispaar folgender Frage nach: Wenn Ereignis m eintritt, wie lautet die neue Eintrittswahrscheinlichkeit für Ereignis n? Daraus entsteht die Cross-Impact-Matrix:
| Wenn dieses Ereignis eintritt ... |                               | ... verändert sich die Eintrittswahrscheinlichkeit von ... | ... verändert sich die Eintrittswahrscheinlichkeit von ... | ... verändert sich die Eintrittswahrscheinlichkeit von ... | ... verändert sich die Eintrittswahrscheinlichkeit von ... |
| --------------------------------- | ----------------------------- | ---------------------------------------------------------- | ---------------------------------------------------------- | ---------------------------------------------------------- | ---------------------------------------------------------- |
| Wenn dieses Ereignis eintritt ... | Anfangs- wahrschein- lichkeit | 1                                                          | 2                                                          | 3                                                          | 4                                                          |
| Ereignis 1                        | 0,20                          | X                                                          | 0,90                                                       | 0,50                                                       | 0,15                                                       |
| Ereignis 2                        | 0,70                          | 0,35                                                       | X                                                          | 0,20                                                       | 0,30                                                       |
| Ereignis 3                        | 0,35                          | 0,10                                                       | 0,40                                                       | X                                                          | 0,05                                                       |
| Ereignis 4                        | 0,10                          | 0,15                                                       | 0,50                                                       | 0,60                                                       | X                                                          |

Nun kann die Interpretation für die jeweiligen Ereignispaare erfolgen:
Ereignis 2 hat eine – isoliert betrachtete – Wahrscheinlichkeit von 0,70. Tritt nun aber Ereignis 1 ein, so erhöht sich die Wahrscheinlichkeit, dass auch Ereignis 2 eintritt auf 0,90. Ebenso ist die – isoliert betrachtete – Wahrscheinlichkeit, dass Ereignis 3 eintritt 0,35. Tritt nun aber auch Ereignis 2 ein, so verringert sich die Wahrscheinlichkeit des Eintritts von Ereignis 3 auf 0,20.
4. Sensitivitätsanalyse: Nach Fertigstellung der Cross-Impact-Matrix werden mit einem Computerprogramm mehrere Testläufe durchgeführt, um die Matrix besser abzustimmen. Dabei werden Ereignisse zufällig ausgewählt, und das Eintreten oder Nicht-Eintreten und die sich dadurch ergebenden Einflüsse auf alle Ereignisse berechnet.

## Bewertung
Eine kritische Betrachtung zeigt einige Schwächen der Cross-Impact-Analyse:
- die Auswahl und Beurteilung der relevanten Faktoren ist subjektiv
- die Analyse baut auf Datenpaaren auf – in der realen Welt können aber mehrere Entwicklungen ein Ereignis gleichzeitig beeinflussen
- das Sammeln und Auswerten der Daten kann sehr zeitaufwendig sein – so sind etwa für die Auswertung von 30 möglichen Ereignissen schon 870 Einflüsse zu berechnen

Trotzdem ist aber gerade diese ausführliche Beschäftigung mit verschiedenen Einflussfaktoren und deren Auswirkungen einer der größten Vorteile der Cross Impact Analyse. Sie kann entscheidende Denkanstöße für alternative Vorgehensweisen geben oder neue Wege zeigen.